# Sofie Börjesson
Sofie Börjesson (født 31. maj 1997 i Uddevalla, Sverige) er en kvindelig svensk håndboldspiller som spiller for den svenske klub Boden Handboll IF.
Hun har tidligere spillet for Nykøbing Falster Håndboldklub, IK Sävehof og for den norske klub Vipers Kristiansand, hvor hun var med til at vinde EHF Champions League i sæsonen 2022/23.